# Colin Stinton
Colin Stinton, né le 10 mars 1947 à Calgary (Alberta), est un acteur canado-américain.

## Biographie
Né au Canada, mais sa famille s'installant aux États-Unis lorsqu'il est en bas âge, Colin Stinton a la double nationalité. Alors qu'il étudie le théâtre à Chicago, il rencontre le dramaturge David Mamet avec lequel il collabore à plusieurs reprises. Ainsi, il crée Off-Broadway (New York) The Water Engine (en) (1977), aux côtés de Dwight Schultz. Tous deux reprennent cette pièce en 1978-1979 à Broadway, où Patti LuPone les rejoint (ainsi révélé, il gagne en 1978 un Theatre World Award). Du même Mamet, il crée Off-Broadway en 1982-1983 le rôle-titre d’Edmond (en).
À partir du milieu des années 1980, partageant désormais sa carrière entre les États-Unis et le Royaume-Uni, il devient très actif au théâtre dans cet autre pays d'adoption, jouant souvent (mais non exclusivement) à Londres. Là, il reprend Edmond en 1985-1986, avec Miranda Richardson. Et en 1989, il y interprète une autre pièce de Mamet, Speed-the-Plow (en), avec Alfred Molina et Rebecca Pidgeon. Toujours sur les planches londoniennes, citons Le Père d'August Strindberg (1988-1989, avec Susan Fleetwood et Alun Armstrong), Mort d'un commis voyageur d'Arthur Miller (1996-1997, avec Alun Armstrong et Corey Johnson), ou Mère Courage et ses enfants de Bertolt Brecht (2014, avec Fiona Shaw dans le rôle-titre).
S'ajoutent à Londres deux comédies musicales, Guys and Dolls de Frank Loesser (1996-1997) et The Pajama Game de Richard Adler et Jerry Ross (en) (2014).
Et pour revenir aux planches new-yorkaises, mentionnons encore La Nuit des rois de William Shakespeare (Off-Broadway, 1980, avec Lindsay Crouse et Jay O. Sanders), The Curse of an Aching Heart de William Alfred (en) (Broadway, 1982, avec Faye Dunaway et Jon Polito), Some Americans Abroad de Richard Nelson (en) (Broadway et Off-Broadway, 1990, avec Frances Conroy et Elisabeth Shue), ainsi que Le Lauréat (Broadway, 2002-2003), adaptation du roman et du film éponymes.
Au cinéma (qu'il partage aussi entre les États-Unis et le Royaume-Uni), Colin Stinton débute dans deux films de Sidney Lumet, Le Verdict (1982, avec Paul Newman et Charlotte Rampling) et Daniel (1983, avec Lindsay Crouse et Mandy Patinkin). Puis il retrouve David Mamet réalisateur dans Homicide (1991, avec Joe Mantegna et William H. Macy) et L'Honneur des Winslow (1999, avec Nigel Hawthorne et Rebecca Pidgeon).
Parmi ses autres films notables, relevons Le Temps d'aimer de Richard Attenborough (1996, avec Chris O'Donnell et Sandra Bullock), La Vengeance dans la peau de Paul Greengrass (2007, avec Matt Damon et Julia Stiles), Rush de Ron Howard (2013, avec Chris Hemsworth et Daniel Brühl), ou bien Wonder Woman 1984 de Patty Jenkins (2020, avec Gal Gadot et Chris Pine).
Enfin, à la télévision (britannique surtout, mais également américaine ou autre), il débute dans le téléfilm Paul's Case de Lamont Johnson (1980, avec Eric Roberts et Lindsay Crouse). Parmi ses téléfilms suivants, nommons Panique à New Jersey de Jack Sholder (production sud-africaine, 2004, avec Colin Egglesfield et John Rhys-Davies) et Romance irlandaise de Kevin Connor (2012, avec Adrian Pasdar et Aidan McArdle).
S'ajoutent de nombreuses séries, dont les britanniques Hercule Poirot (épisode La Mine perdue, 1990), Doctor Who (épisode Que tapent les tambours, 2007) et The Crown (épisode Bubbikins, 2019).

## Théâre (sélection)

### Off-Broadway
- 1977 : The Water Engine (en) de David Mamet : Dave Murray
- 1980 : La Nuit des rois (Twelfth Night) de William Shakespeare : Feste
- 1981 : La Peau de castor (en) (The Beaver Coat) de Gerhart Hauptmann, adaptation de Michael Feingold : Glasenapp
- 1982-1983 : Edmond (en) de David Mamet : Edmond[1]
- 1983 : Quartermaine's Terms de Simon Gray : Derek Meadle (remplacement)
- 1983 : Final Orders (de la trilogie Early Warnings) de Jean-Claude van Itallie : Angus McGrath
- 1990 : Some Americans Abroad de Richard Nelson (en) : Joe Taylor

### Broadway
- 1978-1979 : The Water Engine (en) de David Mamet : Dave Murray
- 1982 : The Curse of an Aching Heart de William Alfred (en) : J. Stanislaus McGahey
- 1990 : Some Americans Abroad de Richard Nelson (en) : Joe Taylor
- 2002-2003 : Le Lauréat (The Graduate) de Terry Johnson, d'après le roman éponyme de Charles Webb et l'adaptation au cinéma de 1967 sous le même titre : M. Robinson (remplacement)

### Londres
- 1985-1986 : Edmond (en) de David Mamet : Edmond
- 1986 : The Futurists de Dusty Hughes : Petrov
- 1986 : Wrecked Eggs de David Hare : Robbie
- 1986-1987 : The Bay at Nice de David Hare : l'assistant-curateur
- 1988-1989 : Le Père (The Father) d'August Strindberg, adaptation de John Osborne : Dr Ostermark
- 1989 : Speed-the-Plow (en) de David Mamet : Bobby Gould
- 1992 : La Nuit de l'iguane (The Night of the Iguana) de Tennessee Williams : Jake Latta
- 1993 : Search and Destroy d'Howard Korder : Dr Waxling
- 1993-1994 : Machinal de Sophie Treadwell : le deuxième homme / l'avocat de l'accusation
- 1994 : Johnny on a Spot de Charles MacArthur : Ben Booter Kusick
- 1994 : Doux Oiseau de jeunesse (en) (Sweet Bird of Youth) de Tennessee Williams : Dr George Scuder[2]
- 1995-1996 : Indian Ink de Tom Stoppard : Eldon Pike
- 1996 : The Lights d' Howard Korder : Diamond
- 1996-1997 : Mort d'un commis voyageur (Death of a Salesman) d'Arthur Miller : Howard Wagner (+ reprise à Bath)
- 1996-1997 : Guys and Dolls, comédie musicale, musique et lyrics de Frank Loesser, livret de Jo Swerling et Abe Burrows : rôle non spécifié
- 1998-1999 : Le Triomphe de l'amour (The Triumph of Love)  de Marivaux : Hermocrate
- 2004-2005 : Man and Boy (en) de Terence Rattigan : Mark Herris
- 2008 : Rain Man de Dan Gordon, d’après le film éponyme de 1988 : rôle non spécifié
- 2009 : Mère Courage et ses enfants (Mother Courage and Her Children) de Bertolt Brecht :
- 2010 : The Promise de Ben Brown : le général
- 2014 : The Pajama Game, comédie musicale, musique et lyrics de Richard Adler et Jerry Ross (en), livret de George Abbott et Richard Pike Bissell (en) : Hasler / Pop
- 2015-2016 : Mr. Foote's Other Leg de Ian Kelly : Benjamin Franklin / Charles Macklin

## Filmographie partielle

### Cinéma
- 1982 : Le Verdict (The Verdict) de Sidney Lumet : Billy
- 1983 : Daniel de Sidney Lumet : Dale
- 1990 : La Maison Russie (The Russia House) de Fred Schepisi : Henziger
- 1991 : Homicide de David Mamet : Walter B. Wells
- 1996 : Le Temps d'aimer (In Love and War) de Richard Attenborough : Tom Burnside
- 1997 : Demain ne meurt jamais (Tomorrow Never Dies) de Roger Spottiswoode : Dr Dave Greenwalt
- 1999 : L'Honneur des Winslow (The Winslow Boy) de David Mamet : Desmond Curry
- 2001 : Spy Game :  Jeu d'espions (Spy Game) de Tony Scott : Henry Pollard
- 2002 : Ali G (Ali G Indahouse) de Mark Mylod : le délégué américain
- 2002 : Plein Gaz (Thunderpants) de Peter Hewitt : Foster
- 2002 : The Hours de Stephen Daldry : un employé d'hôtel
- 2003 : Un aller pour l'enfer (Belly of the Beast) de Tony Ching Siu-tung : Jim Cox
- 2003 : Un tueur aux trousses (Quicksand) de John Mackenzie : Harbinson
- 2004 : The Machinist de Brad Anderson : Inspecteur Rogers
- 2004 : Closer, entre adultes consentants (Closer) de Mike Nichols : l'inspecteur des douanes
- 2005 : The Jacket de John Maybury : le président du jury
- 2005 : Proof de John Madden : le théoricien en physique
- 2006 : Ultime Menace (Second in Command) de Simon Fellows : l'ambassadeur George Norland
- 2006 : The Kovak Box de Daniel Monzón : l'agent consulaire
- 2006 : Big Nothing de Jean-Baptiste Andrea : Max
- 2007 : La Vengeance dans la peau (The Bourne Ultimatum) de Paul Greengrass : Neal Daniels
- 2008 : Freakdog (Red Mist) de Paddy Breathnach : le détective Cartert
- 2008 : Transsibérien (Transsiberian) de Brad Anderson : l'agent consulaire
- 2011 : Captain America: First Avenger (Captain America: The First Avenger) de Joe Johnston : un chauffeur de taxi new-yorkais
- 2013 : Rush de Ron Howard : Teddy Mayer
- 2017 : Borg McEnroe (Borg/McEnroe) de Janus Metz Pedersen : un animateur de télévision
- 2017 : The Current War : Les Pionniers de l'électricité (The Current War) d'Alfonso Gomez-Rejon : Daniel Burnham
- 2018 : Opération Beyrouth (Beirut) de Brad Anderson : M. Jones
- 2018 : Hunter Killer de Donovan Marsh : le sénateur de l'Iowa
- 2018 : Le Dog Show (Show Dogs) de Raja Gosnell : le chef de la police new-yorkaise
- 2019 : Adults in the Room de Costa-Gavras : Steve
- 2020 : L'esprit s'amuse (Blith Spirit) d'Edward Hall (en) : Cecil B. DeMille
- 2020 : Wonder Woman 1984 de Patty Jenkins : le colonel du NORAD
- 2022 : Le Couteau par la lame (All the Old Knives) de Janus Metz Pedersen : le chef de gare à Moscou

### Télévision

#### Séries
- 1990 : Hercule Poirot, saison 2, épisode 3 La Mine perdue (The Lost Mine) d'Edward Bennett : Charles Lester
- 1997 : Jonathan Creek, saison 1, épisode 2 Jack, le diable à ressort (Jack in the Box) : Scott Reisner
- 2002 : Meurtres en sommeil (Walking the Dead), saison 2, épisodes 5 et 6 Raisons d'État, 1re et 2e parties (Special Relationship, Parts I-II) : Larry Karp
- 2003 : Manchild, saison 2, épisode 1 (sans titre) : le chirurgien esthétique
- 2003 : Les Sept Merveilles du monde industriel (Seven Wonders of the Industrial World), mini-série, épisode 7 Le Barrage Hoover (The Hoover Dam) : l'ingénieur Walter Young
- 2006 : Ma tribu (My Family), saison 6, épisode 1 Sois heureux et tais-toi (Bliss for Idiots) : Dr Buck Bukowski
- 2006 : MI-5 (Spooks), saison 5, épisode 4 L'Espieuvre (World Trade) : Traynor Styles
- 2006-2008 : La Fureur dans le sang (Wire in the Blood)
  - Saison 4, épisode 3 Les Âmes perdues (Hole in the Heart, 2006) : Professeur Sutton
  - Saison 5, épisode 5 Massacre au Texas (Prayer of the Bone, 2008) : l'annonceur radio
- 2007 : Doctor Who, saison 3, épisode 12 Que tapent les tambours (The Sound of Drums) : le président Arthur Colman Winters
- 2013 : Les Enquêtes de Foyle (Foyle's War), saison 7, épisode 3 Sunflower : Lieutenant-colonel Hoyt Jackson
- 2014 : Veep, saison 3, épisode è Relations spéciales (Special Relationship) : l'ambassadeur américain
- 2017 : Fearless, mini-série, 5 épisodes : Jack Kretchmer
- 2017 : Outlander, saison 3, épisode 1 Au cœur de la bataille (The Battle Joined) : Dean Jackson
- 2019 : Absentia, saison 2, épisode 2 Folie (Madness) d'Oded Ruskin et épisode 3 Coupable (Guilty) d'Oded Ruskin : Dr Steven Mandel
- 2019 : The Crown, saison 3, épisode 4 Bubbikins : Lawrence E. Spivak
- 2020 : Hanna, saison 2, épisode 2 Le Procès (The Trial) d'Eva Husson : Tom Kaladski
- 2020 : Le Jeu de la dame (The Queen's Gambit), mini-série, épisode 6 Ajournement (Adjournment) de Scott Frank : Chennault
- 2021 : Le Serpent (The Serpent), mini-série, épisode 6 (sans titre) de Hans Herbots : Bastien
- 2024 : Affaires non classées (Silent Witness), saison 27, épisode 5 Kings Cross : Ted Holmes

#### Téléfilms
- 1980 : Paul's Case de Lamont Johnson : le directeur de l'hôtel
- 1987 : Still Crazy Like a Fox de Paul Krasny : Thurmond Richards
- 1988 : Lip Service de William H. Macy : le deuxième vendeur
- 1993 : Un amour à haut risque (Remember) de John Herzfeld : Art Morgan
- 1995 : The Infiltrator de John Mackenzie : Aaron Breitbart
- 2004 : Panique à New Jersey (12 Days of Terror) de Jack Sholder : Dr John Treadwell Nichols
- 2004 : Space Odyssey (Space Odyssey: Voyage to the Planets) de Joe Ahearne (en) : Fred Duncan
- 2009 : Mission Apollo 11, les premiers pas sur la Lune (Moonshot) de Richard Dale : Christopher Kraft
- 2012 : Romance irlandaise (Chasing Leprechauns) de Kevin Connor : Thorpe

## Distinctions (sélection)
- 1978: Theatre World Award gagné pour The Water Engine (en)
- 1990 : Nomination au Drama Desk Award du meilleur second rôle masculin, pour Some Americans Abroad